# Mørkved Station
Mørkved Station (Mørkved stasjon eller Mørkved holdeplass) er en jernbanestation på Nordlandsbanen, der ligger i bydelen Mørkved i Bodø i Norge. Stationen består af et spor og en perron samt et læskur. Desuden er der en gangbro, der fører over sporet og den parallelle Riksvei 80, hvor der er busstoppesteder.
Stationen åbnede første gang som trinbræt 24. august 1987. Den blev nedlagt 6. februar 1989 men genåbnet 20. august 1990. Oprindeligt havde stationen kun en 30 meter lang perron lavet af træsveller, men den blev moderniseret med en 250 meter lang perron i efteråret 2009.